# Davidius chaoi
Davidius chaoi – gatunek ważki z rodziny gadziogłówkowatych (Gomphidae).